# Bentley, South Yorkshire
Bentley är en ort i Doncaster i Storbritannien. Den ligger i grevskapet South Yorkshire och riksdelen England, i den sydöstra delen av landet, 230 km norr om huvudstaden London. Bentley ligger 11 meter över havet och antalet invånare är 34 821.
Terrängen runt Bentley är platt. Runt Bentley är det tätbefolkat, med 550 invånare per kvadratkilometer. Närmaste större samhälle är Rotherham, 17,8 km sydväst om Bentley. Trakten runt Bentley består till största delen av jordbruksmark.